# Cafe Wonderland
「Cafe Wonderland」(カフェ・ワンダーランド)は、リュ・シウォンの9枚目のシングルである。2009年3月11日発売。

## 概要
- 初回限定盤にはDVDが付属しており、「Cafe Wonderland」のVideo Clipを収録している。

## 収録曲
1. Cafe Wonderland
  - 作詞：久保田洋司／作曲・編曲：fink bro.

TBS系ひるドラ『おちゃべり』主題歌
2. ツムギノウタ
  - 作詞・作曲：Pino／編曲：関淳二郎
3. Cafe Wonderland(Instrumental)
4. ツムギノウタ(Instrumental)